# Translatiefeest

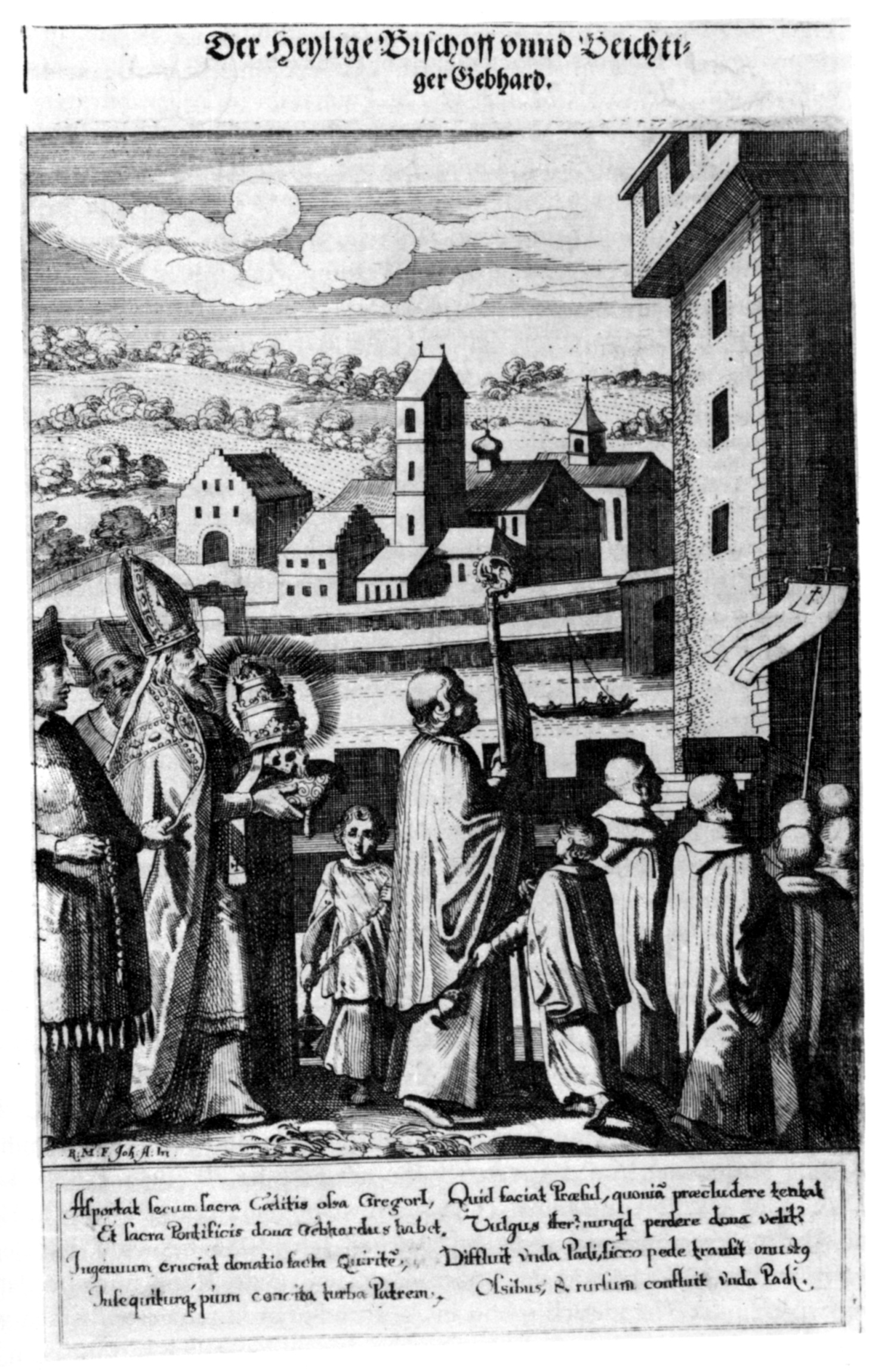
Overbrenging van het reliek van de Heilige Gregorius de Grote naar de abdij van Petershausen (eind 17e eeuw)

Een translatiefeest (uit het Latijnse translatio) is de feestdag waarop de (plechtige) overbrenging van de relieken van een christelijke heilige wordt herdacht.
Aanvankelijk weigerde de Latijnse Kerk op grond van een Romeinse wet, die de onschendbaarheid van graven garandeerde, de opgraving en overbrenging van de stoffelijke resten van martelaars (vanaf de 4e eeuw werden ook de stoffelijke resten van niet-martelaren vereerd) toe te staan. Maar vanaf het einde van de 4e eeuw vond het gebruik van de plechtige overbrenging (translatio) van relieken naar de stadskerken en hun verheffing (elevatio: ongeveer gelijkstaand met een canonisatie) aldaar algemeen ingang. Voor zover bekend geschiedde dit in de Westerse wereld voor het eerst te Milaan in 386, door bisschop Ambrosius met de relieken van de heiligen Gervasius en Protasius.

## Nicolaas van Myra, Walpurgis
Als bekend voorbeeld van translatie geldt de overbrenging van de botten van Nicolaas van Myra in 1087. In Europa werd Nicolaas al vereerd, maar na de translatie werd Sint Nicolaas zo belangrijk dat 6 december langzamerhand een dag werd van het geven van goede gaven. Inmiddels heeft het zich in Nederland ontwikkeld tot het sinterklaasfeest.
Een ander voorbeeld is de Walpurgisnacht in de nacht van 30 april op 1 mei. Oorspronkelijk een feest van de Rooms-Katholieke Kerk om te vieren dat de overblijfselen van de Benediktijnse abdes Walpurgis, van Heidenheim in Duitsland, waar ze werkte, werden overgebracht naar een kerk in Engeland, waar ze vandaan kwam. Walpurgis bestudeerde het medische gebruik van kruiden en zette de kennis in om zieken te genezen. Een heel ander feest dat in de lente werd gevierd, voortspruitend uit voorchristelijke plaatselijke gebruiken, werd in de 18e eeuw in een Duits boek op deze datum gelegd, de niet-religigieuze feesten kregen zo de naam van de Rooms-Katholiek heilige.